# Ophthalmoglipa aurocaudata
Ophthalmoglipa aurocaudata es una especie de coleóptero de la familia Mordellidae.

## Distribución geográfica
Habita en Guinea, Togo y Gabón.